# 자크 세르나스

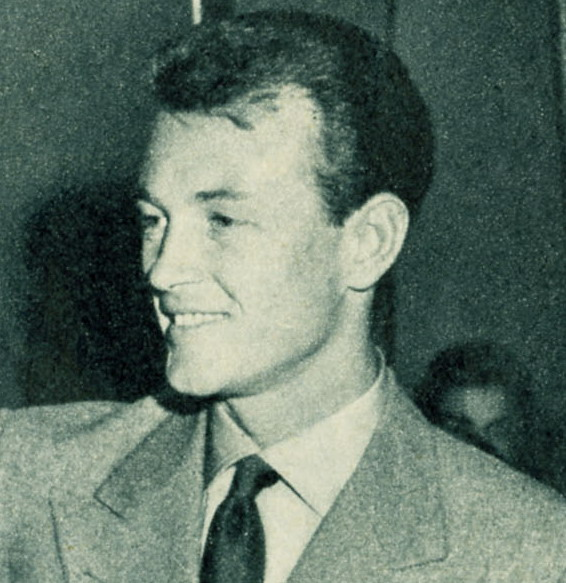

자크 세르나스(Jurgis Šernas, 1925년 7월 30일 ~ 2015년 7월 3일)는 프랑스의 배우, 각본가, 영화배우, TV 사회자, 텔레비전 배우이다.
카우나스에서 태어났으며 로마에서 사망하였다.

## 영화
- 교황 요한 23세 (2002년)
- 킬러 커플 (1998년)
- 찢어진 깃발 (1981년)
- 필링 러브 (1978년)
- 17인의 사자들 (1970년)
- 북경의 55일 (1963년)
- 사람보 (1960년)
- 러브 인 로마 (1960년)
- 트로이의 헬렌 (1956년)
- 이방인의 땅 (1954년)
- 막달레나 (1954년) - 지오반니 벨로니 역
- 붉은 셔츠 (1952년)
- 더 스카이 이즈 레드 (1950년)
- 골든 세러맨더 (1950년) - 맥스 역
- 코카인 (1948년)